# Ogonkí (Leningrad)
|  | Per a altres significats, vegeu «Ogonkí». |

Ogonkí (en rus: Огоньки) és un poble (possiólok) de l'óblast de Leningrad, a Rússia, que el 2017 tenia 23 habitants, pertany al districte de Víborgski. Fins al 1948 la vila es deia Lintula.